# San Mateo, Tlatlaya
San Mateo är en ort i Mexiko.   Den ligger i kommunen Tlatlaya och delstaten Mexiko, i den södra delen av landet, 140 km sydväst om huvudstaden Mexico City. San Mateo ligger 1 222 meter över havet och antalet invånare är 950.
Terrängen runt San Mateo är kuperad västerut, men österut är den bergig. Runt San Mateo är det ganska glesbefolkat, med 47 invånare per kvadratkilometer. Närmaste större samhälle är Amatepec, 6,6 km nordväst om San Mateo. I omgivningarna runt San Mateo växer huvudsakligen savannskog.